# Dryobalanops aromatica
Espèce
Classification phylogénétique
Statut de conservation UICN

 VU  : Vulnérable
Dryobalanops aromatica est une espèce de plantes à fleurs de la famille des Dipterocarpaceae. C'est un arbre originaire d'Asie.

## Biologie
La canopée présente un aspect caractéristique, les fentes de timidité. Les essences aromatiques à base de camphre émises par les feuilles empêchent les frondaisons de se toucher. Il s'agit d'un phénomène d'allélopathie en compétition intraspécifique, permettant d'éviter le contact entre deux arbres voisins.

## Répartition
Cet arbre est originaire de la côte nord-ouest de Malaisie, de Sumatra et de Bornéo. Une population caractéristique est préservée au Forest Research Institute Malaysia à Kepong à côté de Kuala Lumpur.